# Pseudopanurgus scaber
Pseudopanurgus scaber är en biart som först beskrevs av Fox 1894.  Pseudopanurgus scaber ingår i släktet Pseudopanurgus och familjen grävbin. Inga underarter finns listade i Catalogue of Life.